# 太閤
太閤（たいこう）は、摂政または関白の職を退いて後、子が摂関の職に就いた者、摂関辞職後に内覧の宣旨を受けたものを指す称号。敬称は摂政・関白と同じく「殿下」であり、呼びかけの場合は「太閤殿下」となる。本来は太閤下（たいこうか）と呼ばれていたが、やがて略されるようになった。大殿（おおとの）とも呼ばれる。
また出家した太閤のことを禅定太閤（ぜんじょう たいこう）、略して禅閤（ぜんこう）という。

## 沿革
古くは摂関・太政大臣現職者を指す尊称であった。『西宮記』や『左経記』には在職中の摂関が太閤を称した記述があり、「関白太閤」と称されていた。
摂政・関白を嫡男に譲った者が「太閤」と呼ばれる例は平安時代からあった。例えば藤原道長は後一条天皇の摂政を息子頼通に譲り、続いて任じられた太政大臣の職も辞任した後は「太閤」と呼ばれていた。鎌倉時代の関白、二条良実は弟の一条実経に関白の地位を譲った後に引き続き内覧に任じられたことから「太閤」の名乗りを用いた。同様に室町時代の二条良基は13年にわたって関白を務めて辞職した直後に内覧宣旨を受け、太閤を号した。

### 豊太閤と江戸時代の太閤
豊臣秀吉が養嗣子の秀次に関白を譲った後も慣例より太閤と呼ばれたが、秀吉の死後も太閤といえば秀吉を指すことが多く、太閤検地のような語を構成することもある。このことから「大師は弘法に奪われ、太閤は秀吉に奪わる」という格言までできるほどだった。特に秀吉を指すことを強調する場合は豊太閤（ほうたいこう）と呼ばれる。
その後の江戸時代も、摂関を子の一条道香に譲った一条兼香は太閤と呼ばれた。安政3年12月9日（1857年1月4日）に、関白辞任後（後任は別家の九条尚忠）も内覧に留まった鷹司政通が孝明天皇の勅旨をもって太閤の称号を贈られたのが太閤の最後の例となる。

### 今太閤
明治維新で旧来の太政官制が廃止され摂政・関白がなくなると、太閤の語もやがて過去のものとなるはずだったが、百姓の身分から初代内閣総理大臣に上り詰め、その後も元老として明治日本を牽引し、艶福家の点でも共通する伊藤博文が、豊太閤に倣って今太閤（いまたいこう）と呼ばれるようになった。さらに戦後には高等教育の学歴を持たずに内閣総理大臣まで上り詰めた田中角栄も今太閤と呼ばれるようになった。
このように「今太閤」は貧しい生まれから立身出世して大きな権力を握るに至った者の代名詞として使われるようになり、この他にも戦前戦後の政治家三木武吉（三木武夫とは血縁関係無）、阪急電鉄の小林一三、松下電器の松下幸之助、大映の永田雅一らも今太閤と、また吉本興業の吉本せいは女今太閤と呼ばれた。

## 太閤記
豊臣秀吉の一代記の作品群は『太閤記』と呼ばれている。ただし、浄瑠璃や歌舞伎など演劇では「太閤」の官職名を「大功」に代えて『大功記』のタイトルにしている作品がある。